# Hideout Festival
Hideout Festival godišnji je festival elektronske glazbe koji se održava na Zrću na otoku Pagu. 
Prvi festival održan je 2011. godine i uvršten je na Guardianov popis najboljih europskih festivala 2011. godine, te je od tada svake godine rasprodan. Događaj je podijeljen na zabave na bazenu tijekom dana i nastupe glavnih izvođača navečer, a oboje se održava na otvorenim mjestima na Zrću uz plažu. Postoji i niz zabava na brodovima koji isplovljavaju iz luke Novalja na Jadran. 
Godine 2016. Hideout Festival održan je od nedjelje, 26. lipnja, do četvrtka, 30. lipnja. To je bila prva godina da se BBC Radio 1 udružio s događajem za trosatni prijenos uživo zabave na bazenu koju su vodili Heidi, Monki i B Traits. Godine 2017. Hideout festival održao se od ponedjeljka, 26. do petka, 30. lipnja 2017. 5 dana i noći, s preko 150 izvođača, uključujući MK i Hannah Wants. U vlasništvu je i pod upravom tvrtke Global.
Među prethodnim gostima bili su: Seth Troxler, Nina Kraviz, SBTRKT, Ricardo Villalobos, Annie Mac, Skrillex, Four Tet, Andy C, Jamie Jones, DJ EZ, Pendulum, Modeselektor, Disclosure, Rudimental, Solumun, Sasha, Derrick Carter, Gorgon City, Eats Everything, Jamie XX, Hot Since 82 i Hannah Wants. Za izdanje iz 2016., Hideout se proširio i uključio grime izvođače, poput Skepte, Preditaha i Stormzyja.
Postava za festival 2019. uključivala je MK, Patricka Toppinga, Camelphata, Alana Fitzpatricka i Sonnyja Foderu. 